# 阿努拉·阿查雅
阿努拉·阿查雅是一名印度工程師，因共同創立Google學術搜尋而知名，並被稱為Google學術搜尋的「關鍵發明者」。截至2014年，阿查雅在Google擔任傑出工程師的職務。他和他的Google同事艾力克斯·維斯塔克（Alex Verstak）在2004年共同創立了Google學術搜尋。幾年前，阿查雅有了這個項目的想法，當時他是克勒格布爾印度理工學院的一名本科生，很難快速獲取學術文獻。他在2016年獲得克勒格布爾印度理工學院的傑出校友獎。

## 外部連結
- 由Google学术搜索索引的阿努拉·阿查雅出版物